# 作田勉
作田 勉（さくた つとむ、1943年1月25日 - 2020年4月17日）は、日本の精神医学者、元日本保健医療大学教授・理事長。

## 人物・来歴
千葉県生まれ。作田学、作田明の兄。1968年慶應義塾大学医学部卒、慶大講師。82年「言語発達遅滞の統合治療技法」で慶大医学博士。97-2000年カルガリー大学客員教授、2003-06年クィーンズ大学客員教授、2008-09年慶大准教授、2009年日本保健医療大学教授・理事長。

## 著書
- 『自閉症の言語治療』金剛出版　1987
- 『精神保健への招待 幸福な毎日を送るために』世論時報社　1991
- 『安全な留学 常識と非常識』世論時報社　2000

### 共編著
- 『精神医学と言語学」編　金剛出版　1984
- 『思春期対策」猪股丈二共編　誠信書房　1985
- 『精神病理学の新次元」1-2　保崎秀夫共編　金剛出版　1985-86
- 『思春期の性（思春期対策）』猪股丈二共編　誠信書房　1987
- 『強迫神経症の治療」編　金剛出版　1990
- 『思春期と家庭（思春期対策）』猪股丈二共編　誠信書房　1992

### 翻訳
- R.L.Holmes, J.A.Sharp『神経解剖学 発生学的アプローチと機能』医学書院,1972.
- A.H.チャップマン『サリヴァン治療技法入門』監訳.　星和書店,1979.9.
- S.クーパー, L.ワナーマン『初心者のための子どもの精神療法』監訳　星和書店　1979
- ベンジャミン・B.ウォルマン『子どもの恐怖』訳編　誠信書房　1980
- L.E.アーノルド編『親指導と児童精神科治療』監訳　星和書店　1981
- J.ボウルビイボウルビイ母子関係入門」 監訳　星和書店　1981
- A.W.フランクリン編『母性愛の危機 体罰と虐待』訳編　日本文化科学社　1981
- ジェームス・F.マスターソン『青年期境界例の精神療法 その治療効果と時間的経過』悳智彦,大野裕, 前田陽子共訳　星和書店　1982
- J.サンドラーほか『児童分析の技法 アンナ・フロイトのケースセミナー』監訳.星和書店　1983
- スタンレイ・ラックマン『強迫観念の治療 認知行動療法:科学と実践』監訳 小林啓之, 菊竹真理子,金坂知明,末岡瑠美子訳　世論時報社　2007
- スタンレイ・ラックマン『汚染恐怖(不潔恐怖) 強迫性障害の評価と治療』監訳　世論時報社　2010

## 論文
- ＜作田勉